# أدفينلا برازية الخنزير
أدفينلا برازية الخنزير (الاسم العلمي: Advenella faeciporci) هي نوع من البكتيريا، سلبية الغرام، تتبع جنس الأدفينلا.